# Молдобаев, Карыбек Молдобаевич
Карыбек Молдобаевич Молдобаев (15 ноября 1932 — 21 декабря 2014) — советский и киргизский государственный, партийный и научный деятель. Член КПСС; первый секретарь Фрунзенского горкома КП Киргизской ССР (1973—1985). Депутат Совета Национальностей Верховного Совета СССР 11 созыва (1984—1989) от Киргизской ССР. Депутат Верховного Совета Киргизской ССР четырёх созывов.

## Биография
Родился в 1932 году в селе Мантыш Кочкорского района Нарынской области. Кыргыз.
Окончил Киргизский государственный университет (1952 год). Профессор. 1952—1956 — аспирантура Московского государственного университета имени Ломоносова по специальности философия.
Трудовую деятельность начал в 1956 году в Киргизском государственном университете, где прошёл путь от преподавателя до заведующего кафедрой философии.
В 1964 году выдвинут на должность заведующего отделом науки и культуры Центрального Комитета Коммунистической партии Киргизии.
В 1973 году избран первым секретарём Фрунзенского горкома партии и одновременно членом бюро Центрального Комитета Коммунистической партии Киргизии.
В 1985 году избран секретарём Центрального Комитета Коммунистической партии Киргизии.
В 1987 году назначен заместителем председателя Совета по делам религий при Совете Министров СССР.
В 1995 году решением президента Кыргызской Республики утвержден ректором Кыргызско-Турецкого университета «Манас».

## Награды
Награждён многими орденами и медалями СССР и Кыргызской Республики.